# SN 2001hi
SN 2001hi – supernowa odkryta 12 listopada 2001 roku w galaktyce A022650+0033. W momencie odkrycia miała maksymalną jasność 24,30m.